# STS-63
إس تي إس-63 (بالإنجليزية: STS-63)‏ الرحلة السابعة والستون ضمن برنامج مكوك الفضاء لوكالة ناسا، الرحلة الفضائية الثانية ضمن برنامج شاتل-مير الأمريكي-الروسي، والرحلة العشرون على متن مكوك الفضاء ديسكفري، انطلقت الرحلة في 3 فبراير 1995 من مركز كينيدي للفضاء ، وهبطت بتاريخ 11 فبراير في مركز كينيدي للفضاء أيضاً، بعد أحد ثمانية أيام مكثتها الرحلة في الفضاء، مهدت الرحلة الطريق للالتحام مع محطة الفضاء الروسية مير، بلغ عدد الرواد المشاركين في الرحلة ستة رواد من بينهم رائد الفضاء الروسي فلاديمير تيتوف.